# Panneau de signalisation de cédez-le-passage en France
Le panneau de signalisation de cédez-le-passage indique l'obligation pour un conducteur de céder le passage à l'intersection aux usagers de l'autre route sans avoir à marquer obligatoirement l'arrêt. Le panneau AB3a est le signal de position et est implanté aux abords de l’intersection avec la chaussée rencontrée ; le panneau AB3b est le signal avancé, implanté en amont de l’intersection.

## Histoire
Même si le signal d’annonce de croisement de routes existe depuis 1909, ce n’est qu’en 1927 que la priorité à droite apparaît formellement dans le code de la route : « Le conducteur est tenu, aux bifurcations et croisées des chemins, de céder le passage au conducteur qui vient à droite ». Cette disposition de la priorité à droite pour toutes les routes avait été créée pour pallier la difficulté pour l’usager de distinguer la route sur laquelle il est en train de rouler, puisque depuis 1922, les routes nationales étaient censées avoir priorité absolue sur toutes les autres routes.
Sur le plan international, les travaux du Comité permanent de la circulation routière de la Société des Nations aboutissaient à la signature d’une convention internationale sur la signalisation routière le 30 mars 1931 à Genève. Sept panneaux de danger sont identifiés : les cinq déjà définis en 1926 et deux nouveaux dont un concernant la priorité de passage, triangle plein, pointe en bas. Ce signal indique au conducteur qu’il doit céder le passage aux véhicules circulant sur la chaussée à laquelle il va aboutir.
Même si ce panneau est adapté sous certaines formes, par le Touring-Club de France par exemple, il faut attendre 1946 pour que ce signal soit réglementé sous le code A1bis, parallèlement à la création du signal de priorité ponctuelle AB2.
Dans la circulaire du 19 janvier 1952, confirmée dans l’arrêté du 23 juillet 1954, le même panneau est codifié A 11 et signifie « Intersection, en dehors d'une agglomération, d'une route non classée à grande circulation, avec une route à grande circulation ». Il porte un cataphote dans chaque angle du triangle.
Le décret du 10 juillet 1954 portant règlement général sur la police de la circulation routière, qui constitue le code de la route de l’époque, définit en effet dans son article 26 que les routes à grande circulation ont une priorité sur les autres routes. Les usagers, venant d’une route secondaire ou nationale normale et abordant une intersection avec une telle route doivent céder le passage. Il n’est pas précisé que les usagers doivent marquer l’arrêt, il s’agit donc bien du cédez-le-passage tel qu’il est utilisé actuellement.
Dans l’arrêté du 28 décembre 1963, sept panneaux d’intersection sont définis dont le A 11 qui change légèrement d’aspect puisque les cataphotes situés aux angles du triangle ont disparu. Sa signification est par ailleurs modifiée. Il signifie désormais : « Intersection, en dehors d'une agglomération, d'une route non classée à grande circulation, avec une route à grande circulation. Ce signal est également employé sur les rampes d'accès à une autoroute ». Les autoroutes ont en effet été créées en 1955, et les premières signalisations spécifiques aux autoroutes apparaissent.
Dans l’arrêté du 23 juillet 1970, la notion de route à grande circulation est abandonnée : on parle désormais de croisement avec une route où les usagers doivent céder le passage. Les deux panneaux AB3a et AB3b apparaissent. Parallèlement est aussi créée la notion de route à priorité sans référence à une quelconque notion de domanialité de voie. Le fond du triangle devient blanc.
Enfin c’est dans l’arrêté du 26 juillet 1974 qu’apparaît la forme actuelle du panneau.

A13 – Instruction générale de 1946 - Périmé
A11 – Circulaire du 19 janvier 1952 - Périmé
A11 – Arrêté du 28 décembre 1963- Périmé
AB3a - Arrêté du 23 juillet 1970- Périmé
AB3b - Arrêté du 23 juillet 1970- Périmé
AB3a - Arrêté du 26 juillet 1974.- Modèle en vigueur
AB3b - Arrêté du 26 juillet 1974.- Modèle en vigueur

## Usage
Le panneau AB3a de « cédez le passage » est utilisé sur toutes les catégories de routes, aussi bien en agglomération qu'en rase campagne. Il est placé de façon très visible et aussi près que possible de la chaussée abordée.
On trouve parfois le panneau AB3a sans son panonceau M9c « CÉDEZ LE PASSAGE » (donc triangle seul), notamment aux feux de circulation dans le cas d'un dysfonctionnement éventuel.
Lorsqu’un panneau AB3a est implanté, une des lignes discontinues définies à l'article 117-4 paragraphe B est tracée, sauf si l'intersection est équipée de feux tricolores ou si ce n'est pas possible techniquement.
La mise en place du panneau AB3a est subordonnée à l'octroi de la priorité à la route rencontrée.

Panneau et marquages au sol
Marquage au sol de la position d'un cédez-le-passage aux intersections non munies de feu. Il est composé d'une succession de carrés blancs placés à intervalles réguliers.
Marquage de signalisation avancée d'un cédez-le-passage composé d'un triangle pointant dans le sens inverse à la circulation
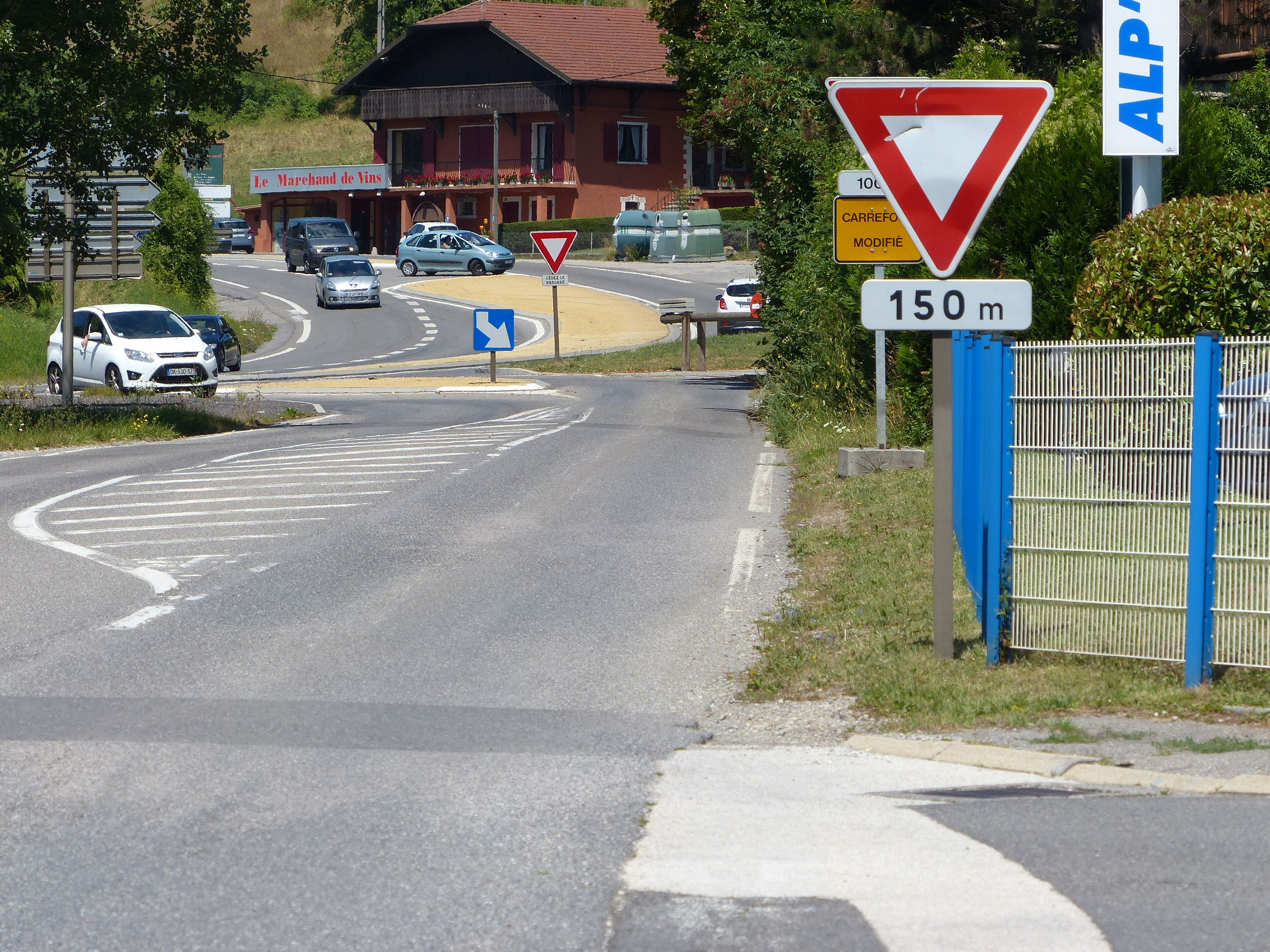
Panneau AB3b avec panonceau M1 « 150 m », et panneau AB3a à l'intersection en arrière-plan
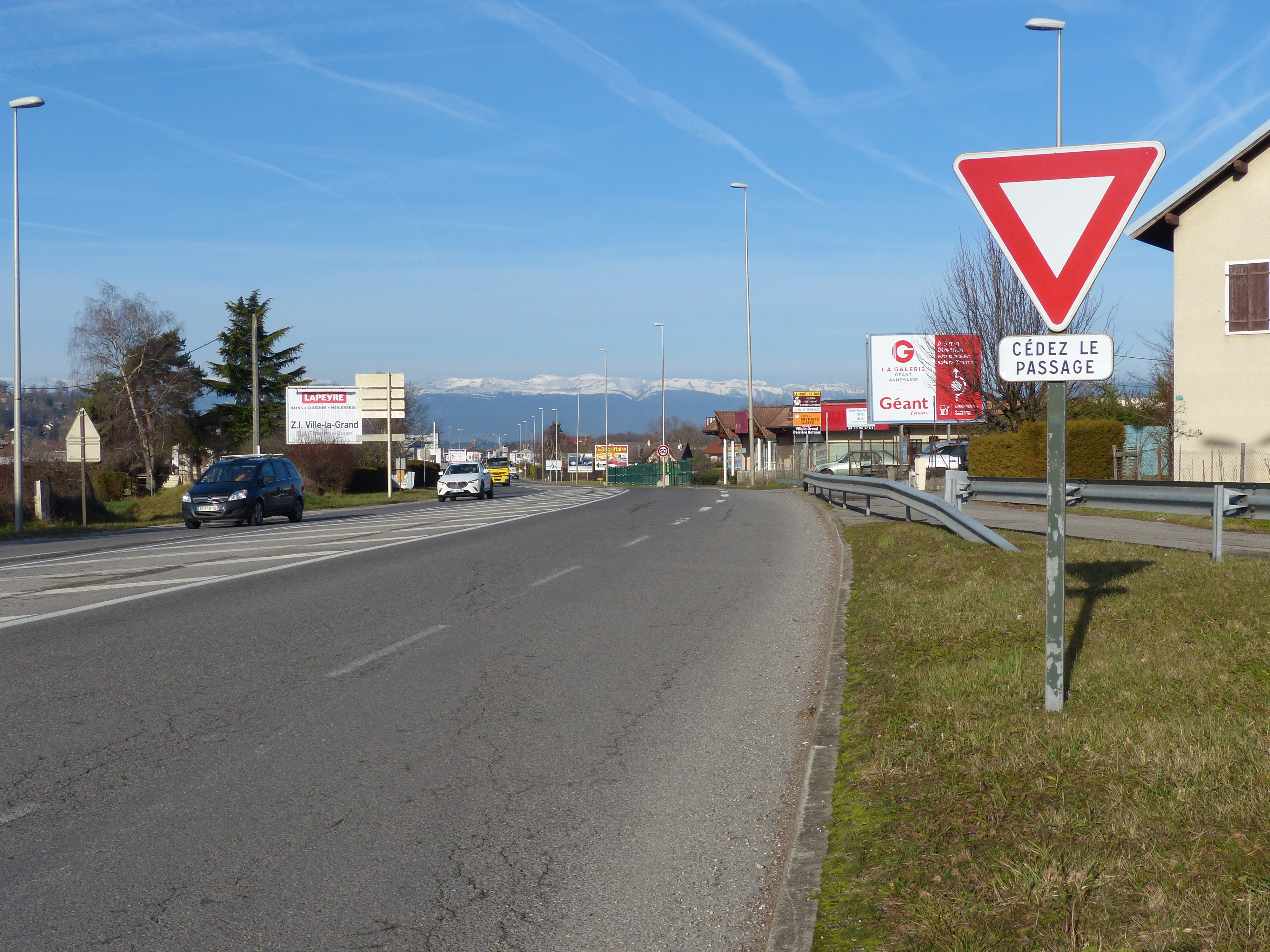
Panneau AB3a devant une intersection
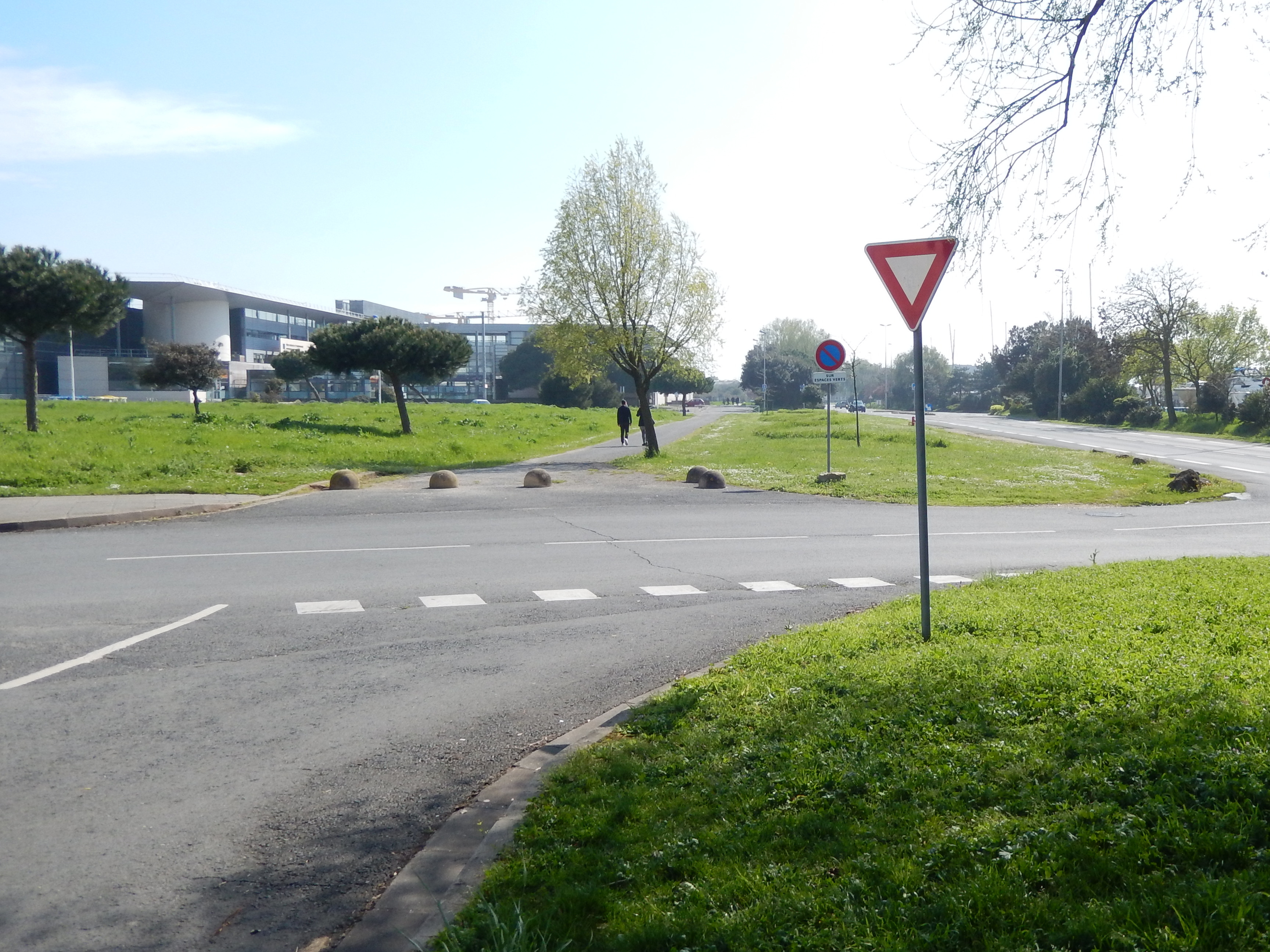
Panneau AB3a sans panonceau à La Rochelle

## Caractéristiques
Comme pour tous les panneaux de signalisation de priorité, il existe cinq gammes de dimensions de panneaux de priorité.

## Implantation du panneau AB3a

### Distance latérale

Implantation d'un panneau de danger sur accotement en rase campagne

Sauf contrainte de site, la distance entre l'aplomb de l'extrémité du panneau situé du côté de la chaussée et la rive voisine de cette extrémité ne doit pas être inférieure à 0,70 m.
En rase campagne, les panneaux sont placés en dehors de la zone située en bord de chaussée et traitée de telle façon que les usagers puissent y engager une manœuvre de redirection ou de freinage dite « zone de récupération », ou leur support au minimum à 2 m du bord voisin de la chaussée, à moins que des circonstances particulières s'y opposent (accotements étroits, présence d'une plantation, d'une piste cyclable, d'une voie ferrée, etc.).
En agglomération, les panneaux sont placés de manière à minimiser la gêne des piétons.
Le support d'un signal peut aussi être implanté sur une propriété riveraine ou ancré à une façade après accord du propriétaire ou par application si cela est possible du décret-loi du 30 octobre 1935 et du décret 57180 du 16 février 1957.

### Hauteur au-dessus du sol

#### En rase campagne
La hauteur réglementaire est fixée en principe à 1 m (si plusieurs panneaux sont placés sur le même support, cette hauteur est celle du panneau inférieur), hauteur assurant généralement la meilleure visibilité des panneaux frappés par les feux des véhicules.
Elle peut être modifiée compte tenu des circonstances locales :
- soit pour assurer une meilleure visibilité des panneaux,
- soit pour éviter qu'ils masquent la circulation.

#### En agglomération
Dans les agglomérations bénéficiant d'un éclairage public, les panneaux peuvent être placés à une hauteur allant jusqu'à 2,30 m pour tenir compte notamment des véhicules qui peuvent les masquer, ainsi que de la nécessité de ne gêner qu'au minimum la circulation des piétons.

#### Position de la face
Le plan de face avant d'un panneau implanté sur accotement ou trottoir doit être légèrement incliné de 3 à 5° vers l'extérieur de la route afin d'éviter le phénomène de réflexion spéculaire qui peut, de nuit, rendre le panneau illisible pendant quelques secondes.

## Visibilité de nuit
Les panneaux et panonceaux de signalisation doivent être visibles et garder le même aspect de nuit comme de jour. Les signaux de danger sont tous rétroréfléchissants ou éventuellement dans certaines conditions définies ci-dessous, éclairés.
Les revêtements rétroréfléchissants doivent avoir fait l'objet, soit d'une homologation, soit d'une autorisation d'emploi à titre expérimental. La rétroréflectorisation porte sur toute la surface des panneaux et panonceaux à l'exception des parties noires ou grises.

#### Arrêté du 24 novembre 1967 et Instruction Interministérielle sur la Signalisation Routière (versions actualisées)
- Arrêté du 24 novembre 1967 relatif à la signalisation des routes et autoroutes, 58 p. (lire en ligne)
- Instruction Interministérielle sur la Signalisation Routière 1re partie : Généralités, 58 p. (lire en ligne)
- Instruction Interministérielle sur la Signalisation Routière 3e partie : Intersections et régimes de priorité, 45 p. (lire en ligne)

#### Histoire de la signalisation
- Marina Duhamel-Herz, Un demi-siècle de signalisation routière : naissance et évolution du panneau de signalisation routière en France, 1894-1946, Paris, Presses de l’École nationale des Ponts et Chaussées, décembre 1994, 151 p. (ISBN 2-85978-220-6)
- Marina Duhamel-Herz et Jacques Nouvier, La signalisation routière en France : de 1946 à nos jours, Paris, AMC Éditions, novembre 1998, 302 p. (ISBN 2-913220-01-0)